# David Bagrationi
David Bagrationi (Georgisch: დავით ბაგრატიონი, Davit Bagrationi) ook bekend als David de Regent (Georgisch : დავით გამგებელი, Davit Gamgebeli) (Tbilisi, 1 juli 1767 - Sint-Petersburg, 13 mei 1819) was een Georgisch prins (batonishvili), schrijver en leraar. Hij was de laatste regent van Kartli-Kachetië en dit van 28 december 1800 tot 18 januari 1801.
David Bagrationi was de oudste zoon van de laatste koning van Kartli-Kachetië Giorgi XII van Georgië en zijn eerste vrouw Ketevan Andronikashvili, hij studeerde in Rusland (1787-1789) en was kolonel in de Russische leger van 1797 tot 1798.
- Gemeinsame Normdatei: 137653603
- International Standard Name Identifier: 0000 0001 0906 7680
- Library of Congress Control Number: n98057202
- Nederlandse Thesaurus van Auteursnamen: 129010979
- Virtual International Authority File: 60859846
- WorldCat: E39PBJpV3DXQFbVftvYXrFDcyd